# Emarginata trilucida
Emarginata trilucida is een keversoort uit de familie glimwormen (Lampyridae). De wetenschappelijke naam van de soort is voor het eerst geldig gepubliceerd in 2003 door Jeng & Lai in Jeng, Yang & Lai als Luciola trilucida